# Aspelkamp

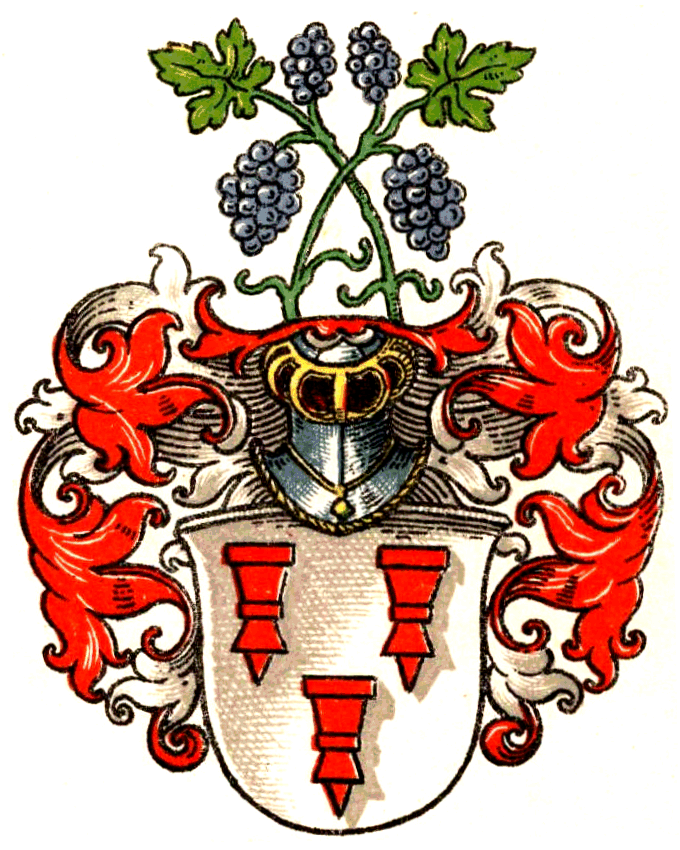
Wappen derer von Aspelkamp

Aspelkamp ist der Name eines alten westfälischen Adelsgeschlechts (Ministeriale). Es gehörte zur Ravensberger Ritterschaft. Der Stammsitz der Familie ist die Gemeinde Espelkamp im Kreis Minden-Lübbecke.

## Geschichte
Diethard von Aspelkamp wurde 1221–1244 als Ministeriale des Grafen von Tecklenburg erwähnt. Er wechselte in den Dienst des Bischofs von Osnabrück. 1229 erwarb er das ca. 10 km westlich von Espelkamp gelegene Zisterzienserinnenkloster Levern von einem Afterlehnsmann Diethards einen Zehnten. Aus Diethards Ehe mit Frederundis ging eine Tochter hervor, die Nonne im Kloster Obernkirchen wurde. Hermann Aspelkamp, wahrscheinlich ein Bruder Diethards, wurde 1226–33 erwähnt.
Heinrich von Aspelkamp, Sohn Hermanns, war 1256 Ritter und Ministeriale des Bischofs von Osnabrück und fand sich aber auch sehr häufig im Umkreis des Grafen von Ravensberg. Er veranlasste 1285 die Aufnahme seiner zwei Töchter in den Leverner Konvent und verpfändete dem Kloster hierzu einen Zehnten, den er vom Bischof von Minden zu Lehen trug. Bischof Volkwin V. von Schwalenberg führte in der Urkunde über dieses Rechtsgeschäft aus, dass ein Teil der Pfandsumme die Gegenleistung war, die üblicherweise von der Familie einer neuen Konventualin dem Kloster gegeben wurde. Um 1300 wurde er vom Bistum Minden mit dem Zehnten von Hüffe und Hedem im Kirchspiel Alswede belehnt.
Hermann (II.) von Aspelkamp, Sohn Heinrichs, verpfändete 1306/07 mit Zustimmung des Bischofs von Minden dem Kloster Levern für vier Jahre einen Zehnten und schenkte den Nonnen 20 Mark als Gegenleistung zur Aufnahme seiner Tochter Oda von Aspelkamp in den Konvent.
1420 verkaufte die Familie Aspelkamp ihren Zehnten an Bernd Teckenborg.
Dietrich von Aspelkamp zu Haklenbeck wurde 1482–1518 erwähnt. Er heiratete eine Tochter des Arnd von Zerssen. Mit ihr hatte er eine Tochter Anna.
Anna von Aspelkamp heiratete um 1500 Junker Berthold Bischopinck, Herr zu Telgte, Rumphorst, Dieckhof und Allharding, Erbmann zu Münster.

## Wappen
Das Wappen zeigt in Silber drei (2:1) rote Spindeln. Auf dem Helm mit rot-silbernen Decken zwei über Kreuz gelegte Weinreben mit zwei blauen Trauben und einem grünen Blatt.